# Hans Hermann Groër
Hans Hermann Groër (ur. 13 października 1919 w Wiedniu, zm. 24 marca 2003 w St. Pölten) – austriacki duchowny katolicki, arcybiskup Wiednia, kardynał.

## Życiorys
Jego rodzice byli Niemcami, lata 1929-1939 spędził w Czechosłowacji. Do 1939 posiadał czechosłowackie obywatelstwo. Studiował w seminarium w Hollabrunn i w Wiedniu (obronił doktorat z teologii). 12 kwietnia 1942 przyjął w Wiedniu święcenia kapłańskie. Pierwsze lata posługi spędził w armii jako kapelan wojskowy. Po wojnie był wykładowcą i prefektem ds. studiów seminarium w Hollabrunn, organizował tradycyjne pielgrzymki do świątyni maryjnej w Roggendorf. W latach 1969–1976 był rektorem tej świątyni. 31 lipca 1963 został obdarzony godnością honorowego szambelana papieskiego.
W 1974 wstąpił do zakonu benedyktynów (O.S.B.) i został narodowym dyrektorem duchowym organizacji katolickiej Legion Maryi. 8 września 1980 złożył uroczyste śluby zakonne. Jako benedyktyn przyjął imię Hermann.
15 lipca 1986 został mianowany arcybiskupem Wiednia, otrzymał sakrę biskupią 14 września 1986. Zastąpił na tym stanowisku emerytowanego kardynała Königa. Arcybiskup Groër został także zwierzchnikiem wiernych rytu bizantyjskiego osiadłych w Austrii. W czerwcu 1988 Jan Paweł II wyniósł go do godności kardynalskiej, nadając mu tytuł prezbitera kościoła Ss. Gioacchino ed Anna al Tuscolano. Wziął udział w trzech sesjach Światowego Synodu Biskupów w Watykanie (1990, 1991, 1994).

## Skandale seksualne, dalsze życie i śmierć
13 października 1994 Groër skończył 75 lat. Zgodnie z prawem kanonicznym zgłosił papieżowi gotowość do przejścia na emeryturę, jednak papież poprosił go o dalsze piastowanie swojego urzędu.
27 marca 1995 r. austriacki tygodnik Profil opublikował wywiad z Josefem Hartmanem, który twierdził, iż w latach 1972–1976, gdy był studentem seminarium w Hollabrunn, Groër jako jeden z jego wykładowców wykorzystywał go seksualnie. Pierwszy raz miało to miejsce gdy Hartman miał 13 lat. Biskupi austriaccy w odpowiedzi na te doniesienia prasowe ogłosili, iż „zawiązano spisek przeciwko Kościołowi”, natomiast do prasy zaczęły dopływać informacje od innych osób molestowanych przez Groëra.
4 kwietnia Groër został ponownie wybrany przewodniczącym Konferencji Episkopatu Austrii, lecz dwa dni później podał się do dymisji. Kardynał jednak w dalszym ciągu nie przyznawał się do winy, twierdząc, że został „ofiarą kampanii oszczerstw”. 13 kwietnia biskup Christoph Schönborn został mianowany przez papieża koadiutorem, czyli następcą Groëra na stanowisku arcybiskupa Wiednia, bez podania powodów tej decyzji.
23 maja papież Jan Paweł II spotkał się prywatnie z arcybiskupem Wiednia, jednak treść tej rozmowy nie jest znana.
14 września papież przyjął rezygnację Groëra z funkcji arcybiskupa Wiednia. Równolegle z tą decyzją papież wysłał list do biskupów austriackich, w którym bronił Groëra i dziękował mu za „lojalną i hojną służbę Kościołowi”.
Kilka tygodni później były już arcybiskup Wiednia został przeorem w przeoracie Maria Roggendorf, w dalszym ciągu sprawując funkcje liturgiczne mimo wciąż niewyjaśnionych afer seksualnych.
W lutym 1996 roku papież wysłał ojca Marcela Rooneya, aby zbadał wysuwane przeciwko arcybiskupowi oskarżenia, jednak raport z jego śledztwa nie został ujawniony opinii publicznej przez Stolicę Apostolską.
Na prośbę papieża opuścił Austrię w kwietniu 1998 r. Nie przyznał się do winy, nie rozpoczęło się również śledztwo urzędowe (nastąpiło przedawnienie), nigdy też nie spotkała go kara. Niektóre z jego domniemanych ofiar otrzymały od Kościoła zadośćuczynienie materialne. Ostatnie lata życia (po powrocie do Austrii) spędził w przeoracie św. Józefa w Maria Roggendorf.
Dziennikarze śledczy badający przestępstwa seksualne Groëra szacują, iż arcybiskup mógł „nadużyć zależności wobec ponad 2000 chłopców i młodych mężczyzn”.
Gdy Groër zmarł 24 marca 2003 roku w szpitalu na zapalenie płuc, Jan Paweł II w kondolencyjnym telegramie do wiedeńskiej archidiecezji napisał, iż „Groër służył z wielką miłością Chrystusowi i jego Kościołowi” i „modli się aby kardynał otrzymał nagrodę w niebie”. Groër został pochowany w klasztorze cystersów w Marienfeld.